# Interstate 140 (Caroline du Nord)
Pour les articles homonymes, voir Interstate 140.
L'Interstate 140 (I-140) est une autoroute auxiliaire de 25,4 miles (40,9 km) en Caroline du Nord. Officiellement désignée John Jay Burney Jr. Freeway, elle est la voie de contournement de Wilmington. Le terminus ouest de l'autoroute est à la US 17 près de Winnabow. Elle se dirige vers le nord à l'ouest de Leland avant de se diriger à l'est après avoir croisé la US 74 / US 76. L'I-140 traverse la Cape Fear River au nord de Navassa et la Northeast Cape Fear River au nord-ouest de Wrightsboro. L'autoroute se termine à la jonction avec l'I-40, alors que la route change pour NC 140 et se termine un peu plus loin à l'est à la jonction avec la US 17 à Kirkland.

## Description du Tracé

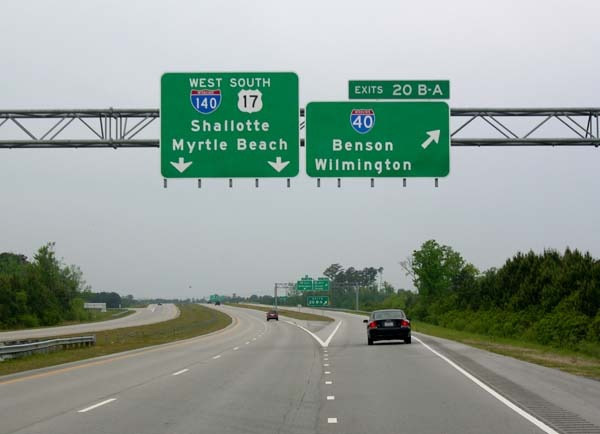
L'I-140 ouest près de son échangeur avec l'I-40 en direction de Wilmington, Benson et Raleigh.

Le terminus ouest de l'I-140 se trouve à la jonction avec la US 17 au nord de la communauté de Winnabow et au sud-ouest de Leland. L'I-140 se dirige au nord-ouest puis au nord. Elle croise la US 74 / US 76. Immédiatement au nord de cet échangeur, l'I-140 entre dans une zone résidentielle avec des quartiers des deux côtés de l'autoroute. Elle bifurque vers le sud-est et contourne Leland et Navassa. L'autoroute croise deux voies locales avant de traverser la Cape Fear River.
Après avoir traversé la rivière, l'I-140 passe par une zone industrielle et commence à tourner vers le nord-est. L'autoroute rencontre la US 421. Après ce croisement, l'I-140 continue de se diriger vers le nord-est et traverse la Northeast Cape Fear River. Après le pont, l'I-140 se dirige vers l'est et passe près des usines de General Electric / Hitachi. L'autoroute croise la NC 133 au nord de Wrightsboro. L'autoroute croise une route locale et passe sous la US 117 / NC 132. L'I-140 atteint son terminus est à la jonction avec l'I-40. La route continue comme NC 140 et se termine lorsqu'elle rencontre la US 17.

## Liste des Sorties
| Interstate 140                     |              |       |       |        |                                                        | |
| Comté                              | Municipalité | mi    | km    | Sortie | Intersections / Destinations                           | Notes |
| Brunswick                          |              | 0,00  | 0,00  | —      | US 17 sud vers NC 87 (en) – Shallotte, Myrtle Beach    | Continue comme US 17 |
| Brunswick                          |              | 0,90  | 1,40  | 1      | US 17 nord – Wilmington, Leland                        | |
| Brunswick                          | Leland       | 5,60  | 9,00  | 5      | US 74 / US 76 – Leland, Whiteville                     | |
| Brunswick                          | Leland       | 8,00  | 12,90 | 8      | Mount Misery Road                                      | |
| Brunswick                          | Navassa      | 9,90  | 15,90 | 10     | Cedar Hill Road – Navassa                              | |
| New Hanover                        |              | 13,10 | 21,10 | 14     | US 421 – Clinton, Carolina Beach                       | |
| New Hanover                        | Wrightsboro  | 17,00 | 27,40 | 17     | NC 133 (en) – Castle Hayne, Burgaw                     | |
| New Hanover                        | Murraysville | 19,70 | 31,70 | 20     | I-40 – Benson, Raleigh, Wilmington, Wrightsville Beach | Terminus est de l'I-140 et terminus ouest de NC 140; indiqué sortie 20A (ouest) et 20B (est) en direction ouest; sortie 416A-B de l'I-40 |
| New Hanover                        | Kirkland     | 22,20 | 35,70 | 23     | US 17 Byp. (Military Cutoff Road)                      | Ouverture en 2022 |
| New Hanover                        | Kirkland     | 24,80 | 39,90 | 25     | US 17 sud – Wilmington                                 | |
| New Hanover                        | Kirkland     | 25,40 | 40,90 | —      | US 17 nord – New Bern, Topsail Island, Jacksonville    | Continue comme US 17 |
| - Transition de route - Non-ouvert |              |       |       |        |                                                        | |

## Voir Aussi
- (en) Cet article est partiellement ou en totalité issu de l’article de Wikipédia en anglais intitulé « Interstate 140 (North Carolina) » (voir la liste des auteurs).